# Jules Alexander
Jules Gary Alexander (nacido en Chattanooga, Tennessee, Estados Unidos el 25 de septiembre de 1943) es un músico estadounidense, ampliamente conocido por su trabajo en The Association. 

## The Association
Alexander formó la Association en 1965. Dejó la banda en 1967, después de producir dos álbumes con ellos. En ambos álbumes en los que estuvo antes de 1967, utilizó su segundo nombre "Gary". Jules fue reemplazado por Larry Ramos.
The Association tuvo éxitos como "Never My Love", "Cherish", "Along Comes Mary" y "Windy". Jules solo grabó dos de estos éxitos, "Along Comes Mary" y "Cherish", ya que los otros dos se habían grabado después de su partida.
Al regresar a la banda en 1969, comenzó a usar su primer nombre "Jules" nuevamente. Se fue nuevamente en 1989. Alexander regresó al grupo 23 años después y todavía está de gira como miembro de The Association a partir de 2012.